# Поллутрі
Поллутрі (італ. Pollutri) — муніципалітет в Італії, у регіоні Абруццо, провінція К'єті.
Поллутрі розташоване на відстані близько 180 км на схід від Рима, 105 км на схід від Л'Аквіли, 45 км на південний схід від К'єті.
Населення — 2265 осіб (2014).
Щорічний фестиваль відбувається 6 грудня. Покровитель — святий Миколай.

## Демографія
Населення за роками:

Станом на 1 січня 2023 року в муніципалітеті офіційно проживали 52 іноземці з 15 країн, серед них 28 громадян країн Євросоюзу та 2 громадяни України.

## Сусідні муніципалітети
- Атесса
- Казальбордіно
- Монтеодоризіо
- Шерні
- Васто